# Línea 4 del Metro de París
La línea 4 del Metro de París que une Porte de Clignancourt al norte con Bagneux - Lucie Aubrac al sur. A veces se denomina Orléans-Clignancourt. Es la segunda línea más usada de la red.
Es la línea donde más calor hace porque las unidades en servicio (MP59) tienen neumáticos que generan mucho calor por el rozamiento y además, la línea es enteramente subterránea.

## Historia
La línea 4, abierta al público el 21 de abril de 1908, era la última línea de la concesión inicial de la CMP y la primera que atravesó el Sena por debajo. Su trazado rectilíneo se cambió para dar servicio a tres estaciones de tren (Norte, Este y Montparnasse) y no pasar bajo el Institut de France.

### Fechas clave
- El tramo norte se abrió el 21 de abril de 1908: Porte de Clignancourt - Châtelet.
- El tramo sur se abrió el 21 de octubre de 1909: Porte d'Orléans - Raspail.
- La unión de ambos tramos se abrió al público el 9 de enero de 1910.
- El 3 de octubre de 1977 se abrió una nueva estación de Les Halles reubicada para dejar espacio a la construcción de una gran estación intermodal RER-Metro.
- El 23 de marzo de 2013 se inauguró la prolongación desde Porte d'Orléans hasta Mairie de Montrouge.
- El 13 de enero de 2022 se inauguró la prolongación desde Mairie de Montrouge hasta Bagneux–Lucie Aubrac.

### Cambios de nombre
- Gare de l'Est > Gare de l'Est Verdun (1953)
- Boulevard St-Denis > Strasbourg-Saint Denis (1931)
- Vaugirard > Saint-Placide (1913)
- Montparnasse > Montparnasse-Bienvenüe (1942)

### Ampliaciones de la línea
- Al norte: en la fase 1 (2007-2013) del proyecto SDRIF presentado en febrero de 2007 se prevé una prolongación a Mairie de Saint-Ouen y más tarde hasta Docks.
- Al noroeste en 2014 se prevé una prolongación hasta SESSAD Les Avelines - Jules Gautier, en Nanterre

## Material rodante
Hacia 1930, la línea 4 estaba equipada con unidades M4 "Sprague". Se sustituyeron con la transformación de la línea para circulación de trenes con neumáticos tras haber recorrido las unidades antiguas más de 3 millones de km .
La sustitución se hizo entre octubre de 1966 y julio de 1967 por unidades MP59. Al llegar las MP89 a la línea 1 en 1997, Las MP59 de dicha línea se transfirieron a la línea 4, las de línea 4 a la línea 11 desapareciendo las últimas MP55 de la línea 11. Las unidades MP59 de línea 4 se componen de 6 coches en distribución M-N-A-AB-N-M.
Debido a la automatización de la línea 1 y la adquisición de las unidades MP05, la línea 4 recibirá las MP89 y las antiguas MP59 se desguazarán o podrían ser reformadas y vendidas a otro metro que use el mismo sistema salvo las que mejor queden que reforzarán en línea 11. Cuando las unidades son recebiendas en línea 4, ellos serán cupidas con anuncios españoles en las estaciones con plataformas curvas e islas. Las unidades son las primeras unidades en París con anuncios en español.
Desde que se abrió la línea 14 en 1998, la RATP ha decidido automatizar la conducción de las líneas 1, 4, 6, 7, 9 y 13 a largo plazo (2050). La automatización de la línea 4 está en fase de estudio.
Tras la automatizacion de la linea 4 se ocupan los MP 89CA, MP 05 y MP 14. Todos de 6 coches y con conducción automática sin conductor.

## Trazado y estaciones

### Listado de estaciones

|  |   |  | estaciones               | municipio                               | correspondencia                                                   |  |
|  | - |  | ------------------------ | --------------------------------------- | ----------------------------------------------------------------- |  |
|  | o |  | Porte de Clignancourt    | XVIII Distrito                          |                                                                   |  |
|  | o |  | Simplon                  | XVIII Distrito                          |                                                                   |  |
|  | o |  | Marcadet - Poissonniers  | XVIII Distrito                          |                                                                   |  |
|  | o |  | Château Rouge            | XVIII Distrito                          |                                                                   |  |
|  | o |  | Barbès - Rochechouart    | IX Distrito, X Distrito, XVIII Distrito |                                                                   |  |
|  | o |  | Gare du Nord             | X Distrito                              | Alta Francia París Norte grandes líneas                           |  |
|  | o |  | Gare de l'Est            | X Distrito                              | Gran Este París Este grandes líneas                               |  |
|  | o |  | Château d'Eau            | X Distrito                              |                                                                   |  |
|  | o |  | Strasbourg - Saint-Denis | II Distrito, III Distrito, X Distrito   |                                                                   |  |
|  | o |  | Réaumur - Sébastopol     | II Distrito, III Distrito               |                                                                   |  |
|  | o |  | Étienne Marcel           | I Distrito, II Distrito                 |                                                                   |  |
|  | o |  | Les Halles               | I Distrito                              |                                                                   |  |
|  | o |  | Châtelet                 | I Distrito, IV Distrito                 |                                                                   |  |
|  | o |  | Cité                     | IV Distrito                             |                                                                   |  |
|  | o |  | Saint-Michel             | V Distrito, VI Distrito                 |                                                                   |  |
|  | o |  | Odéon                    | VI Distrito                             |                                                                   |  |
|  | o |  | Saint-Germain-des-Prés   | VI Distrito                             |                                                                   |  |
|  | o |  | Saint-Sulpice            | VI Distrito                             |                                                                   |  |
|  | o |  | Saint-Placide            | VI Distrito                             |                                                                   |  |
|  | o |  | Montparnasse - Bienvenüe | VI Distrito, XIV Distrito, XV Distrito  | Centro-Valle de Loira Normandia París-Montparnasse grandes líneas |  |
|  | o |  | Vavin                    | VI Distrito, XIV Distrito               |                                                                   |  |
|  | o |  | Raspail                  | XIV Distrito                            |                                                                   |  |
|  | o |  | Denfert-Rochereau        | XIV Distrito                            |                                                                   |  |
|  | o |  | Mouton-Duvernet          | XIV Distrito                            |                                                                   |  |
|  | o |  | Alésia                   | XIV Distrito                            |                                                                   |  |
|  | o |  | Porte d'Orléans          | XIV Distrito                            |                                                                   |  |
|  | o |  | Mairie de Montrouge      | Montrouge                               |                                                                   |  |
|  | o |  | Barbara                  | Montrouge, Bagneux                      |                                                                   |  |
|  | o |  | Bagneux–Lucie Aubrac     | Bagneux                                 | (futuro)                                                          |  |

### Particularidades
- Dado que los métodos de construcción son diferentes, Cité y Saint-Michel tienen estilos muy diferentes de las estaciones de metro de la misma época. Su acceso durante mucho tiempo se efectuaba a través de un pozo vertical que era el pozo de ataque y la sección del túnel del lado del Sena es elíptica con mayor eje vertical en vez de horizontal.
- Cité tiene una iluminación verde.
- A principios de los años 2000, el SIEL (información de horarios de próximos trenes) se instaló en toda la línea.
- La línea 4 tiene correspondencia con todas las demás líneas del metro salvo 3bis y 7bis y todas las líneas de RER.
- La línea 4 tiene fosos antisuicidio entre los raíles y barreras anticruce entre las dos vías.
- Es la única línea que da servicio a la Isla de la Cité.

### Talleres y cocheras
El material móvil de la línea 4 se mantiene en las cocheras-talleres de Saint-Ouen, situados en dicho municipio al norte de la Puerta de Clignancourt unidos al fondo de saco de la estación terminal.

### Enlaces con otras líneas
- Con la línea 2: entre Barbès-Rochechouart y Gare du Nord en la vía dirección Porte d'Orléans en talón. También accede indirectamente a la línea 5.
- Con la línea 10: entre Odéon y Saint-Michel en la vía dirección Porte de Clignancourt en talón.
- Con la línea 12: a la entrada de Vavin dirección Porte d'Orléans en talón.
- Con la línea 6: a la salida de Vavin dirección Porte d'Orléans, en punta.

## Interés turístico
La línea 4 da servicio a las estaciones del Norte, del Este y de Montparnasse.
Atraviesa los siguientes barrios turísticos:
- Barbès, con sus comercios de importación.
- Isla de la Cité: Palacio de Justicia y Catedral Notre-Dame de París.
- Barrio Saint-Michel y un trozo del Barrio Latino.
- Palacio de Luxemburgo, sede del Senado.
- Barrio de Montparnasse.
- Plaza Denfert - Rochereau donde se pueden visitar las catacumbas.

- Datos: Q50743
- Multimedia: Paris Métro Line 4 / Q50743